# Torre Guillermina Gessi
La Torre Guillermina Gessi és una obra de Matadepera (Vallès Occidental) protegida com a Bé Cultural d'Interès Local.

## Descripció
Torre de dues plantes i altell d'estructura basilical. Mostra dos cossos edificats ben diferenciats. La façana principal és plana, sense elements sortints, i tractament arrebossat amb esgrafiats geomètrics que ornamenten les obertures, tant portes com finestres. De composició simètrica, amb porta central amb llinda i finestres d'arc de mig punt laterals en la planta baixa, i tres geminades a la planta pis.
La coberta, de teula àrab, és a dues vessants, truncada transversalment pel carener més elevat. El ràfec de teula i obra tradicional.
L'extensa tanca del jardí és confeccionada amb pedra calcària de la zona.

## Història
Seria un exemple més d'edificació de regust rural, del qual a Matadepera hi trobem també la masoveria de can Duran, del mateix arquitecte P. Pigrau la torre Matarí, o la torre Serra de J. Manich. Responen a un cert interès per reivindicar un tradicionalisme en l'estil recordant l'estructura de les masies.